# Persone di cognome Nikolić
| Questa pagina contiene informazioni ricavate automaticamente dalle voci biografiche con l'ausilio del template Bio e di un bot. L'aggiornamento è periodico e automatico e ricostruisce completamente la pagina. Se manca una persona in questa lista, sei pregato di non aggiungerla, ma accertati piuttosto che la sua voce biografica contenga il template Bio e che i dati anagrafici siano correttamente compilati. Se il template Bio manca, inseriscilo tu stesso o, in alternativa, metti l'avviso {{tmp\|Bio}} che ne segnala la mancanza. Se i dati riportati sono sbagliati, correggi direttamente la voce biografica; le modifiche saranno visibili in questa lista entro pochi giorni. Per chiarimenti vedi il progetto biografie. La lista contiene solo le 45 persone che sono citate nell'enciclopedia e per le quali è stato implementato correttamente il template Bio. Pagina aggiornata al 3 nov 2022. |

Questa è una lista di persone presenti nell'enciclopedia che hanno il cognome Nikolić, suddivise per attività principale.

## Allenatori di calcio(2)
- Dragomir Nikolić, allenatore di calcio jugoslavo
- Marko Nikolić, allenatore di calcio serbo (Belgrado, n.1979)

## Allenatori di pallacanestro(2)
- Milutin Nikolić, allenatore di pallacanestro e ex cestista croato
- Miroslav Nikolić, allenatore di pallacanestro e dirigente sportivo serbo (Kragujevac, n.1956)

## Calciatori(24)
- Baćo Nikolić, calciatore montenegrino (Cettigne, n.1986)
- Danilo Nikolić, calciatore serbo (Belgrado, n.1983)
- Dušan Nikolić, calciatore jugoslavo (Belgrado, n.1953 - Belgrado, † 2018)
- Jovan Nikolić, calciatore montenegrino (Nikšić, n.1991)
- Jovica Nikolić, ex calciatore jugoslavo (Jagodina, n.1959)
- Lazar Nikolić, calciatore serbo (Leskovac, n.1999)
- Marko Nikolić, calciatore svedese (Huddinge, n.1997)
- Marko Nikolić, calciatore serbo (Belgrado, n.1998)
- Milan Nikolić, ex calciatore serbo (Kruševac, n.1983)
- Milena Nikolić, calciatrice bosniaca (Trebigne, n.1992)
- Miloš Nikolić, calciatore serbo (Zaječar, n.1989)
- Miloš Nikolić, calciatore serbo (Svilajnac, n.1989)
- Nemanja Nikolić, calciatore montenegrino (Belgrado, n.1988)
- Nemanja Nikolić, calciatore serbo (Senta, n.1987)
- Nemanja Nikolić, calciatore serbo (Kraljevo, n.1992)
- Simo Nikolić, ex calciatore jugoslavo (Brčko, n.1954)
- Spasoje Nikolić, calciatore e allenatore di calcio jugoslavo (Bitola, n.1922 - Creil, † 1978)
- Staniša Nikolić, ex calciatore bosniaco (Tuzla, n.1980)
- Stefan Nikolić, calciatore montenegrino (Nikšić, n.1990)
- Stevo Nikolić, calciatore bosniaco (Bosanski Šamac, n.1984)
- Uroš Nikolić, calciatore serbo (Niš, n.1993)
- Veljko Nikolić, calciatore serbo (Belgrado, n.1999)
- Đorđe Nikolić, calciatore serbo (Belgrado, n.1997)
- Žarko Nikolić, calciatore jugoslavo (Novi Sad, n.1936 - † 2011)

## Cantanti(1)
- Maja Nikolić, cantante serba (Niš, n.1976)

## Cestisti(11)
- Aleksa Nikolić, cestista serbo (Pančevo, n.1995)
- Aza Nikolić, cestista e allenatore di pallacanestro jugoslavo (Sarajevo, n.1924 - Belgrado, † 2000)
- Aleksej Nikolić, cestista sloveno (Postumia, n.1995)
- Danilo Nikolić, cestista montenegrino (Podgorica, n.1993)
- Dimitrije Nikolić, cestista serbo (Kragujevac, n.1997)
- Goran Nikolić, ex cestista montenegrino (Nikšić, n.1976)
- Miodrag Nikolić, cestista jugoslavo (Belgrado, n.1938 - † 2005)
- Mitja Nikolić, cestista sloveno (Postumia, n.1991)
- Stefan Nikolić, cestista serbo (Belgrado, n.1997)
- Uroš Nikolić, cestista serbo (Kragujevac, n.1987)
- Zoran Nikolić, cestista montenegrino (Nikšić, n.1996)

## Mezzofondisti(1)
- Vera Nikolić, mezzofondista jugoslava (Grabovica, n.1948 - Belgrado, † 2021)

## Musicisti(1)
- Milan Nikolić, musicista e cantante serbo (Jagodina, n.1979)

## Pallavolisti(1)
- Jelena Nikolić, pallavolista serba (Belgrado, n.1982)

## Politici(1)
- Tomislav Nikolić, politico serbo (Kragujevac, n.1952)

## Scacchisti(1)
- Predrag Nikolić, scacchista bosniaco (Bosanski Šamac, n.1960)